# Nguyen Zu
Nguyen Zu (viet. Nguyễn Du, chữ Hán: 阮攸,- odtud také někdy ne zcela správně přepisováno v češtině jako Nguyen Du), vlastním jménem Tố Như, znám též pod několika pseudonymy, např. Hồng Sơn Lạp Hộ, 1765-1820, byl vietnamský básník, autor veršovaného románu Kieu (též Kim Van Kieu; viet. Kiều či Kim Vân Kiều), napsaného ve vietnamských znacích (tzv. jižní znaky, v. chữ nôm). Vietnamci je vnímán jako největší národní básník, v r. 1965 jej UNESCO zařadilo na seznam kulturních osobností světového významu. Psal rovněž poesii v klasické čínštině (pod dalším pseudonymem Thanh Hiên).
Pocházel ze severovietnamské vzdělanecké rodiny. V 19 letech obstál v provinčních konfuciánských zkouškách a následně sloužil jako vojenský hodnostář na dvoře královské dynastie Le (viet. nhà Lê; 1428-1788). V době, kdy zemi ovládlo povstání Tay Son (v. Tây Sơn; 1771-1802), se coby loyální úředník držel v ústraní. Právě v té době napsal nejslavnější část svého díla. Po nastolení nové královské dynastie Nguyen (nhà Nguyễn; 1802-1945) byl povolán ke dvoru a v r. 1813 poslán jako vyslanec do Číny. Zemřel v r. 1820, těsně před odjezdem na další misi tamtéž.
Hlavním dílem Nguyen Zua zůstává epos Kieu, v němž se inspiroval starším čínským příběhem z 16. či 17. století. Zejména díky tomuto dílu je ve Vietnamu jeho poesie dodnes považována za nedostižný vzor.

## České překlady
- Ngujen-Dy: Kim, Ven, Kieu – román annamské lásky. Přel. A. Horský, nakl. Pokrok v Knihovně Dobrá četba, Praha 1926
- Nguyen Du: Kieu – národní vietnamský epos. Přel. G. Francl, Lidová demokracie, Praha 1958